# Maximilian Lahnsteiner
Maximilian „Max“ Lahnsteiner (* 16. August 1996 in Gmunden, Oberösterreich) ist ein ehemaliger österreichischer Skirennläufer. Er gehörte dem B-Kader des Österreichischen Skiverbandes an und hatte seine Stärken in den schnellen Disziplinen Abfahrt und Super-G. 2015 wurde er österreichischer Meister in der Kombination.

## Biografie
Max Lahnsteiner stammt aus Ebensee und startete für seinen Heimatverein. Das Skifahren erlernte er im Alter von drei Jahren auf seinem Hausberg, dem Feuerkogel. Er absolvierte die Internatsschule für SchisportlerInnen Stams und leistete seinen Präsenzdienst ab.
Einen ersten Erfolg feierte Lahnsteiner in der Saison 2013/14 im ÖSV Jugendcup, als er die Gesamtwertung für sich entschied. Zudem krönte er sich in Riesenslalom und Slalom zum zweifachen österreichischen Jugendmeister. Danach kam er vermehrt in FIS-Rennen zum Einsatz, ehe er am 18. Dezember 2014 sein Europacup-Debüt gab. Bei den Juniorenweltmeisterschaften in Hafjell gewann er mit der Mannschaft die Silbermedaille. Am Ende der Saison gelang ihm in Innerkrems mit dem Staatsmeistertitel in der Kombination ein Prestige-Erfolg. Im Jänner 2016 konnte Lahnsteiner im Europacup erstmals Punkte einfahren. Bei den Juniorenweltmeisterschaften in Sotschi gewann er die Bronzemedaille im Riesenslalom. Seinen ersten Sieg im Europacup feierte er am 14. Dezember 2020 in der Abfahrt von Santa Caterina.
Bei seinem Weltcup-Debüt am 6. März 2021 in der Abfahrt von Saalbach-Hinterglemm holte Lahnsteiner mit Platz 30 gleich seinen ersten Weltcuppunkt. In der Europacupsaison 2020/21 entschied er die Gesamtwertung für sich. Im folgenden Oktober erlitt er bei einem Trainingssturz im Schnalstal einen Riss des vorderen Kreuzbandes im linken Knie und verpasste damit die Saison 2021/22. Am 8. März 2023 gab er in Folge mehrerer Verletzungen sein Karriereende bekannt.

## Erfolge

### Weltcup
- 1 Platzierung unter den besten 30

### Weltcupwertungen
| Saison  | Gesamt | Gesamt | Abfahrt | Abfahrt |
| Saison  | Platz  | Punkte | Platz   | Punkte  |
| ------- | ------ | ------ | ------- | ------- |
| 2020/21 | 152.   | 1      | 56.     | 1       |

### Europacup
- Saison 2019/20: 8. Super-G-Wertung
- Saison 2020/21: 1. Gesamtwertung, 2. Abfahrtswertung, 4. Super-G-Wertung, 9. Kombinationswertung
- 7 Podestplätze, davon 2 Siege:

| Datum             | Ort            | Land       | Disziplin |
| ----------------- | -------------- | ---------- | --------- |
| 14. Dezember 2020 | Santa Caterina | Italien    | Abfahrt   |
| 28. Jänner 2021   | Orcières       | Frankreich | Super-G   |

### Juniorenweltmeisterschaften
- Hafjell 2015: 2. Mannschaftsbewerb, 20. Kombination
- Sotschi 2016: 3. Riesenslalom, 8. Super-G, 27. Abfahrt

### Weitere Erfolge
- Österreichischer Meister in der Kombination 2015
- Österreichischer Vizemeister im Super-G 2018
- Österreichischer Jugendmeister in Riesenslalom und Slalom 2014 sowie in der Kombination 2015
- 2 Siege in FIS-Rennen